# دائرة بئر بوحوش
تقع دائرة بئر بوحوش بولاية سوق أهراس ويحيط بها قصر الصبيحي وبريش من ولاية أم البواقي والزوابي وسافل الويدان وسدراتة وأم العظائم تبعد عن مدينة خميسة الأثرية ب 30 كم تابعة إقليميا لولاية سوق أهراس الحدودية منذ 1984 بعد أن كانت تابعة لولاية قالمة'(1976) وقبلها ولاية عنابة منذ استقلال الجزائر.

## التسمية
وسميت بهذا الاسم نظرا لوجود مقر إدارة الاستعمار الفرنسي حيث أن تسمية بئر بوحوش جاءت بعد الاستقلال نسبة للبئر الموجودة في مشتة البشاقة (عرش البشاقة، بوراس، بوحفص، بومعراف بشقاوي، منيعي، بوشقرة). دفعت بئر بوحوش

## المؤهلات
تتميز بئر بوحوش عن باقي بلديات سوق أهراس بموقعها الهام وأراضيها التابعة لأملاك الدولة مما يجعلها قبلة للمستثمرين في ظل تشجيع الدول للإستثمار وقد بدأت بوادره في التجسيد في انطلاق خمس مصانع كبري بطاقة تشغيل 450 عامل عند الانطلاق الأول وتعتبر مدينة عذراء من حيث الاستثمار فهي تحتاج إلى استثمار واسع في جميع المجالات خاصة التي تتعلق بالفلاحة فهي مدينة آمنة وبها منطقة صناعية تستطيع استقطاب المستثمرين الصناعيين.

## السكان
ويبلغ عدد سكانها حوالي 12 ألف نسمة ويعتمدون على الزراعة والفلاحة بصفة عامة، وأهم حي في بئر بوحوش الحي العريق ساحة الشهداء محمد بوضياف. يسكن دائر بئر بوحوش.